# Bracon isiklericus
Bracon isiklericus är en stekelart som beskrevs av Ahmet Beyarslan 2002. Bracon isiklericus ingår i släktet Bracon och familjen bracksteklar. Inga underarter finns listade.